# Iverny
Iverny település Franciaországban, Seine-et-Marne megyében. Lakosainak száma 610 fő (2022. január 1.). Iverny Chauconin-Neufmontiers, Le Plessis-aux-Bois, Le Plessis-l’Évêque és Villeroy községekkel határos.

## Népesség
A település népességének változása:
| Lakosok száma | 576  | 585  | 592  | 588  | 586  | 589  | 596  | 603  | 610  |
|               | 2013 | 2015 | 2016 | 2017 | 2018 | 2019 | 2020 | 2021 | 2022 |